# Bob agli XI Giochi olimpici invernali - Bob a due maschile
La gara di bob a due maschile agli XI Giochi olimpici invernali si è disputata il 4 febbraio e il 5 febbraio a Mount Teine.

## Atleti iscritti
| America (8)                                      | America (8)                                    | America (8)                 |
| ------------------------------------------------ | ---------------------------------------------- | --------------------------- |
| - Canada (4)                                     | - Stati Uniti (4)                              |                             |
| Asia (4)                                         |                                                |                             |
| - Giappone (4)                                   |                                                |                             |
| Europa (30)                                      |                                                |                             |
| - Austria (4) - Francia (4) - Germania Ovest (4) | - Italia (4) - Gran Bretagna (4) - Romania (4) | - Svezia (2) - Svizzera (4) |

## Risultati
| Pos. | Nazione           | Atleti                                           | Manche1 | Manche2 | Manche3 | Manche4 | Totale  | Distacco |
| ---- | ----------------- | ------------------------------------------------ | ------- | ------- | ------- | ------- | ------- | -------- |
|      | Germania Ovest II | Wolfgang Zimmerer Peter Utzschneider             | 1:14.81 | 1:14.56 | 1:13.51 | 1:14.19 | 4:57.07 |          |
|      | Germania Ovest I  | Horst Floth Pepi Bader                           | 1:16.04 | 1:15.38 | 1:14.35 | 1:13.07 | 4:58.84 | +1.77    |
|      | Svizzera I        | Jean Wicki Edy Hubacher                          | 1:15.61 | 1:15.36 | 1:14.36 | 1:14.00 | 4:59.33 | +2.26    |
| 4    | Italia I          | Gianfranco Gaspari Mario Armano                  | 1:15.62 | 1:16.52 | 1:13.71 | 1:14.60 | 5:00.45 | +3.38    |
| 5    | Romania I         | Ion Panțuru Ion Zangor                           | 1:16.50 | 1:15.31 | 1:14.04 | 1:14.68 | 5:00.53 | +3.46    |
| 6    | Svezia I          | Carl-Erik Eriksson Jan Johansson                 | 1:16.68 | 1:16.81 | 1:14.08 | 1:13.83 | 5:01.40 | +4.33    |
| 7    | Svizzera II       | Hans Candrian Heinz Schenker                     | 1:15.89 | 1:16.84 | 1:14.38 | 1:14.33 | 5:01.44 | +4.37    |
| 8    | Austria I         | Herbert Gruber Josef Oberhauser                  | 1:16.48 | 1:16.34 | 1:14.44 | 1:14.34 | 5:01.60 | + 4.53   |
| 9    | Francia I         | Patrick Parisot Alain Roy                        | 1:16.66 | 1:17.17 | 1:14.53 | 1:15.10 | 5:03.46 | +6.39    |
| 10   | Italia II         | Enzo Vicario Corrado Dal Fabbro                  | 1:17.20 | 1:16.77 | 1:14.23 | 1:15.46 | 5:03.66 | +6.59    |
| 11   | Francia II        | Gérard Christaud-Pipola Jacques Christaud-Pipola | 1:17.08 | 1:17.25 | 1:14.81 | 1:15.05 | 5:04.19 | +7.12    |
| 12   | Romania II        | Dragoş Panaitescu-Rapan Dumitru Focşeneanu       | 1:17.98 | 1:17.00 | 1:14.67 | 1:15.24 | 5:04.89 | +7.82    |
| 13   | Austria II        | Werner Delle Karth Fritz Sperling                | 1:16.99 | 1:17.91 | 1:15.84 | 1:14.61 | 5:05.35 | +8.28    |
| 14   | Canada II         | Bob Storey Michael Hartley                       | 1:18.49 | 1:16.70 | 1:14.90 | 1:15.61 | 5:05.70 | +8.63    |
| 15   | Giappone I        | Susumu Esashika Kazumi Abe                       | 1:18.13 | 1:16.43 | 1:15.17 | 1:16.86 | 5:06.59 | +9.52    |
| 16   | Stati Uniti I     | Paul Lamey Howard Siler, Jr.                     | 1:18.13 | 1:16.93 | 1:15.52 | 1:16.04 | 5:06.62 | +9.55    |
| 17   | Gran Bretagna II  | John Hammond Bill Sweet                          | 1:18.09 | 1:18.18 | 1:15.71 | 1:14.98 | 5:06.96 | +9.89    |
| 18   | Canada I          | Hans Gehrig Andrew Faulds                        | 1:18.82 | 1:18.36 | 1:15.66 | 1:16.06 | 5:08.90 | +11.83   |
| 19   | Stati Uniti II    | Boris Said, Jr. Thomas Becker                    | 1:17.34 | 1:17.23 | 1:16.66 | 1:17.71 | 5:08.94 | +11.87   |
| 20   | Gran Bretagna I   | John Evelyn Peter Clifford                       | 1:18.60 | 1:17.23 | 1:15.80 | 1:17.38 | 5:09.01 | +11.94   |
| 21   | Giappone II       | Akihiko Suzuki Rikio Sato                        | 1:18.98 | 1:18.46 | 1:15.63 | 1:18.84 | 5:11.91 | +14.84   |